# Funeral de Gustavo Noboa
El funeral de Gustavo Noboa fue el funeral de Estado del cuadragésimo tercer presidente constitucional de Ecuador, ceremonia que tuvo lugar en la ciudad de Guayaquil cuatro días después de su muerte, ocurrida el 16 de febrero de 2021 en Miami, Estados Unidos. Su entierro se llevó a cabo en el cementerio Parque de la Paz de La Aurora, en el cantón Daule.

## Deceso
Gustavo Noboa Bejarano falleció a los 83 años el 16 de febrero de 2021, a causa de un infarto mientras se convalecía tras una previa cirugía de meningioma cerebral, a la que se sometió a inicios del mes de febrero de 2021 en Miami, Estados Unidos. Su fallecimiento fue comunicado por sus allegados a través de las redes sociales.
El Estado ecuatoriano decretó tres días de luto nacional con los respectivos honores que manda el reglamento de ceremonial público en caso de fallecimiento de un expresidente de la República, que incluye el pabellón nacional izado a media asta en todos los edificios del país. Por las restricciones de aglomeraciones debido a la pandemia de COVID-19, el funeral del expresidente Noboa se realizó en la intimidad, con los familiares y amigos más cercanos, además de autoridades de Estado.

## Honras fúnebres
El féretro con los restos del expresidente fue repatriado desde los Estados Unidos hacia la ciudad de Guayaquil, ciudad donde residía Noboa y donde desarrolló su vida profesional como gobernador del Guayas, profesor y rector de la Universidad Católica de Santiago de Guayaquil. Los restos de Noboa arribaron a la Base Aérea Simón Bolívar de Guayaquil en la tarde del sábado 20 de febrero de 2021 en el avión presidencial FAE 051, facilitado por el Gobierno de Lenín Moreno a los familiares de Noboa. La vicepresidenta de la República, María Alejandra Muñoz y el ministro de Defensa, Oswaldo Jarrín, recibieron los restos de Noboa en delegación del Gobierno, además de acompañar a los familiares.
El féretro, cubierto por la bandera de Ecuador, recibió los honores militares correspondientes a un exjefe de Estado, y fue escoltado por miembros del pelotón armado de la Guardia Marina del Ecuador. Un vehículo de la Infantería de Marina trasladó el féretro de Noboa por varias calles de la ciudad de Guayaquil hasta el cementerio Parque de la Paz de La Aurora, en el cantón Daule, donde fue velado en la intimidad familiar.
Gustavo Noboa Bejarano fue sepultado cerca del mediodía del domingo 21 de febrero de 2021 en el Mausoleo Presidencial del cementerio Parque de la Paz, lugar donde también están sepultados los expresidentes Otto Arosemena Gómez y León Febres-Cordero Ribadeneyra. A pesar de que las honras fúnebres del expresidente Noboa fueron privadas, como parte del luto en línea, tanto la misa de cuerpo presente como su sepelio fueron transmitidos para el público en general a través de las redes sociales del cementerio, sumado a las expresiones de afecto en diferentes plataformas de Internet. Como última voluntad previamente expresada por Noboa en el 2013, se entonó la canción Adiós Nonino, dedicada por sus nietos y demás familiares. El presidente de la República, Lenín Moreno, estuvo presente en el funeral de Noboa, además de otras autoridades de Estado. Su misa de cuerpo presente fue oficiada por el arzobispo de Quito, Alfredo Espinoza Mateus, el arzobispo de Guayaquil, Luis Cabrera Herrera, además del arzobispo emérito, Antonio Arregui Yarza.

## Reacciones
La tarde del 16 de febrero, el exvicepresidente Alberto Dahik fue uno de los primeros personajes políticos en confirmar el fallecimiento de Noboa. A través de su cuenta de Twitter, escribió: «Murió Gustavo Noboa Bejarano.  Un presidente honrado, responsable que condujo al país con acierto en momentos muy duros.  Un formador de juventudes como ningún otro. Para mí, un hermano mayor insustituible. Amó mucho a su patria. Siempre dijo:"Los tiempos de Dios son perfectos".». Además, Dahik publicó en homenaje a Noboa una columna de opinión en Diario El Universo el 21 de febrero, día de su sepelio.
El presidente de la República, Lenín Moreno, lamentó el deceso y decretó luto nacional en memoria del exmandatario. En su cuenta de Twitter escribió: «Ecuador está de luto. A partir de mañana decretaré duelo nacional en memoria de Gustavo Noboa, expresidente de la República. Dilecto amigo, demócrata respetado, formador moral de juventudes, patriota. Mi sentido pésame a sus familiares y amigos.»
La alcaldesa de Guayaquil, Cynthia Viteri, lamentó el fallecimiento del expresidente y envió sus condolencias a sus familiares: «Hoy falleció Gustavo Noboa Bejarano, gran catedrático, investigador y político reconocido. Envío un gran abrazo y mi más sentido pésame a su familia y amigos.» Jaime Nebot, exalcalde de Guayaquil y líder del Partido Social Cristiano publicó en su cuenta de Twitter una foto de Noboa, acompañada de un mensaje de condolencias. «Muy consternado por el fallecimiento de @GustavoNoboaB_, querido amigo, probo y eficaz expresidente y gran guayaquileño. Mi solidaridad con toda su familia.»
El expresidente Lucio Gutiérrez también manifestó su nota de pesar por el fallecimiento de Noboa. Gutiérrez, quien fue uno de los protagonistas del Golpe de Estado de 2000 que sacó del poder a Jamil Mahuad y permitió a Noboa asumir la presidencia, escribió en Twitter. «Ha muerto el Dr Gustavo Noboa y con ello el pais perdió un verdadero Patriota. Nuestro más sentido pésame a su esposa, hijos y demás familiares por tan irreparable ausencia. El mejor homenaje a nuestro Ex Presidente es seguir luchando por mejores días para nuestra Patria.»
Varios candidatos presidenciales para las elecciones de 2021 también expresaron sus condolencias mediante las redes sociales:
- Andrés Arauz: «Mis condolencia y solidaridad con el dolor de la familia y amigos del expresidente Gustavo Noboa, fallecido el día de hoy. QEPD».[13]
- Guillermo Lasso: «Mis más sinceras condolencias a los familiares y amigos del ex Presidente Gustavo Noboa. Que Dios lo acoja en su gloria. El Ecuador siempre recordará su honorable gestión.».[14]
- Yaku Pérez Guartambel: «A pesar de mis diferencias ideológicas, toda mi solidaridad con los más cercanos de quién en vida fue Gustavo Noboa Bejarano. Que la Pachamamita le conceda el mejor espacio para su descanso. La Paz esté con ustedes...».[15]
- Xavier Hervas: «Triste noticia.  Mis sinceras condolencias a la familia y allegados del expresidente @GustavoNoboaB_ . Es una verdadera pena la pérdida de una persona honorable. Descanse en paz.».[16]
- Pedro José Freile: «Triste noticia. Mis más sentidas condolencias para María Isabel, sus hijos, nietos y hermanos. Para #Ecuador este es un día de luto. Gracias por sus enseñanzas @GustavoNoboaB_ ! Vivirá por ellas, en cada acto de responsabilidad que podamos demostrar. ».[17]

### Cobertura en medios
El fallecimiento y las honras fúnebres del expresidente Noboa fueron ampliamente seguidas por los medios de comunicación públicos y privados del país. Sin embargo, los medios de comunicación fueron impedidos de ingresar al camposanto donde se realizó su velorio y su sepelio, esto debido a las restricciones de aforo por la pandemia de COVID-19 y por pedido de los familiares de que la ceremonia sea privada. Las honras fúnebres de Noboa se transmitieron a través de las redes sociales del Camposanto Parque de la Paz y a través de UCSG Televisión, el canal de televisión de la Universidad Católica de Santiago de Guayaquil, institución superior en la cual Noboa fue rector, profesor y decano de la Facultad de Jurisprudencia, de la cual su edificio principal dentro del campus universitario lleva su nombre.